# Antonio Moreno (político)
Antonio Moreno Hernández es un político hispanoportugués del Partido Popular, alcalde de Carcelén y ex actor pornográfico gay.

## Vida personal
Antonio Moreno nació el 20 de junio de 1984 en Lisboa, su madre es española y su padre portugués. Tiene un grado en estudios de veterinaria. Durante 2015 y 2017 trabajó como actor de cine pornográfico gay bajo el seudónimo Héctor de Silva en productoras como Men.com, Men at play y Lucas Kazan Productions, rodó alrededor de 50 escenas como actor pornográfico. Después de abandonar el cine para adultos, ejerció como bombero forestal en Carcelén y trabajó allí en una explotación ganadera.

## Trayectoria política
Su presentación como candidato a la alcaldía de Carcelén se anunció el 1 de abril de 2023. En las elecciones municipales del 28 de mayo de 2023 obtuvo el 51,4% de los votos, concretamente 202, superando los 190 del PSOE.